# Hibiscus hochstetteri
Hibiscus hochstetteri är en malvaväxtart som beskrevs av Georg Cufodontis. Hibiscus hochstetteri ingår i Hibiskussläktet som ingår i familjen malvaväxter. Inga underarter finns listade i Catalogue of Life.